# Formiphantes lephthyphantiformis
Formiphantes lephthyphantiformis là một loài nhện trong họ Linyphiidae. Chúng được Embrik Strand miêu tả năm 1907.